# Hemfallets naturreservat
Hemfallets naturreservat är ett naturreservat i Västerås kommun i Västmanlands län.

Området är naturskyddat sedan 2019 och är 11 hektar stort. Reservatet ligger nordväst om Lycksta och består av kuperad terräng bevuxen med främst tall men även gran, asp och björk. 

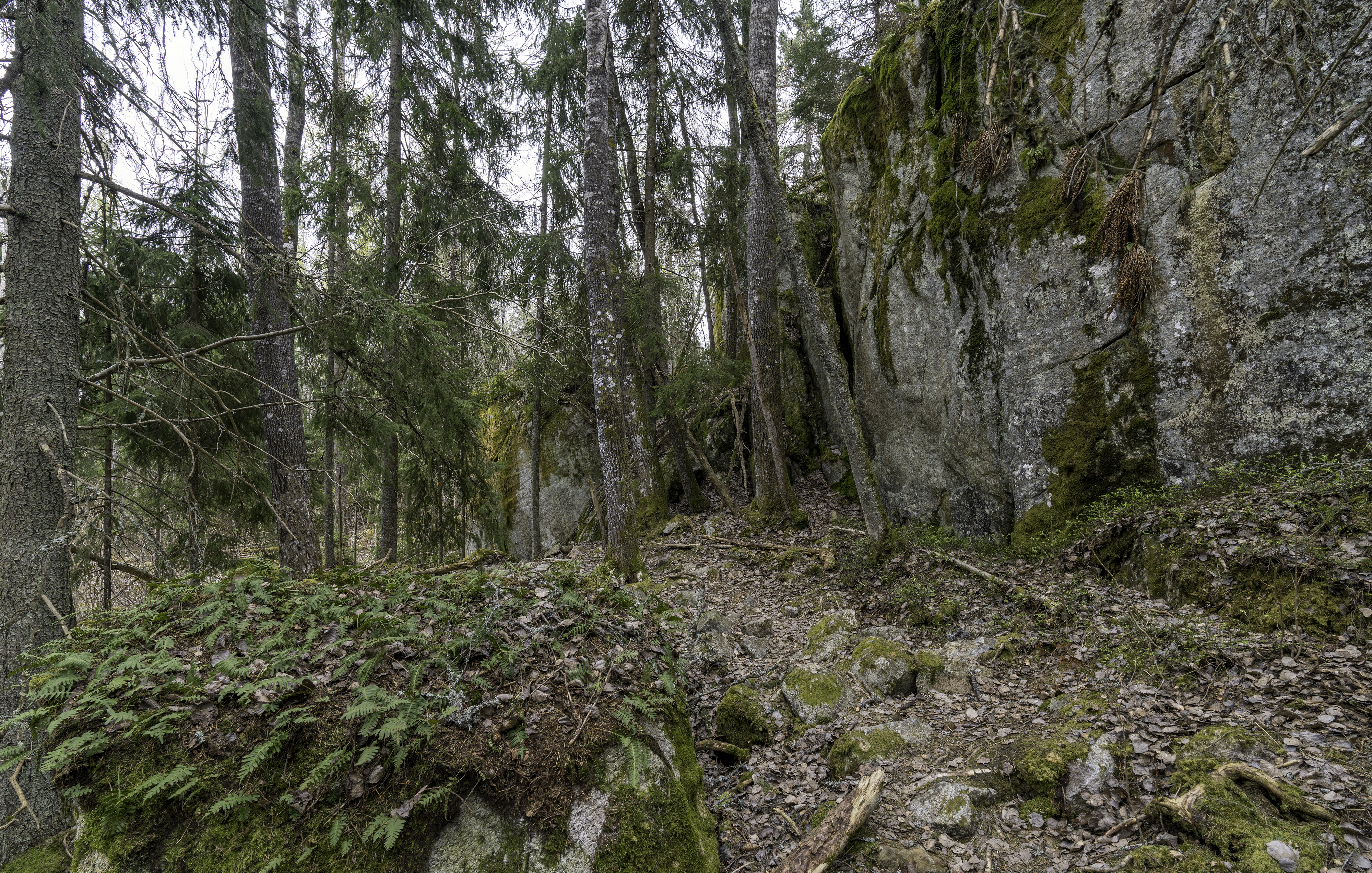
Klippvägg i naturreservatet Hemfallet.
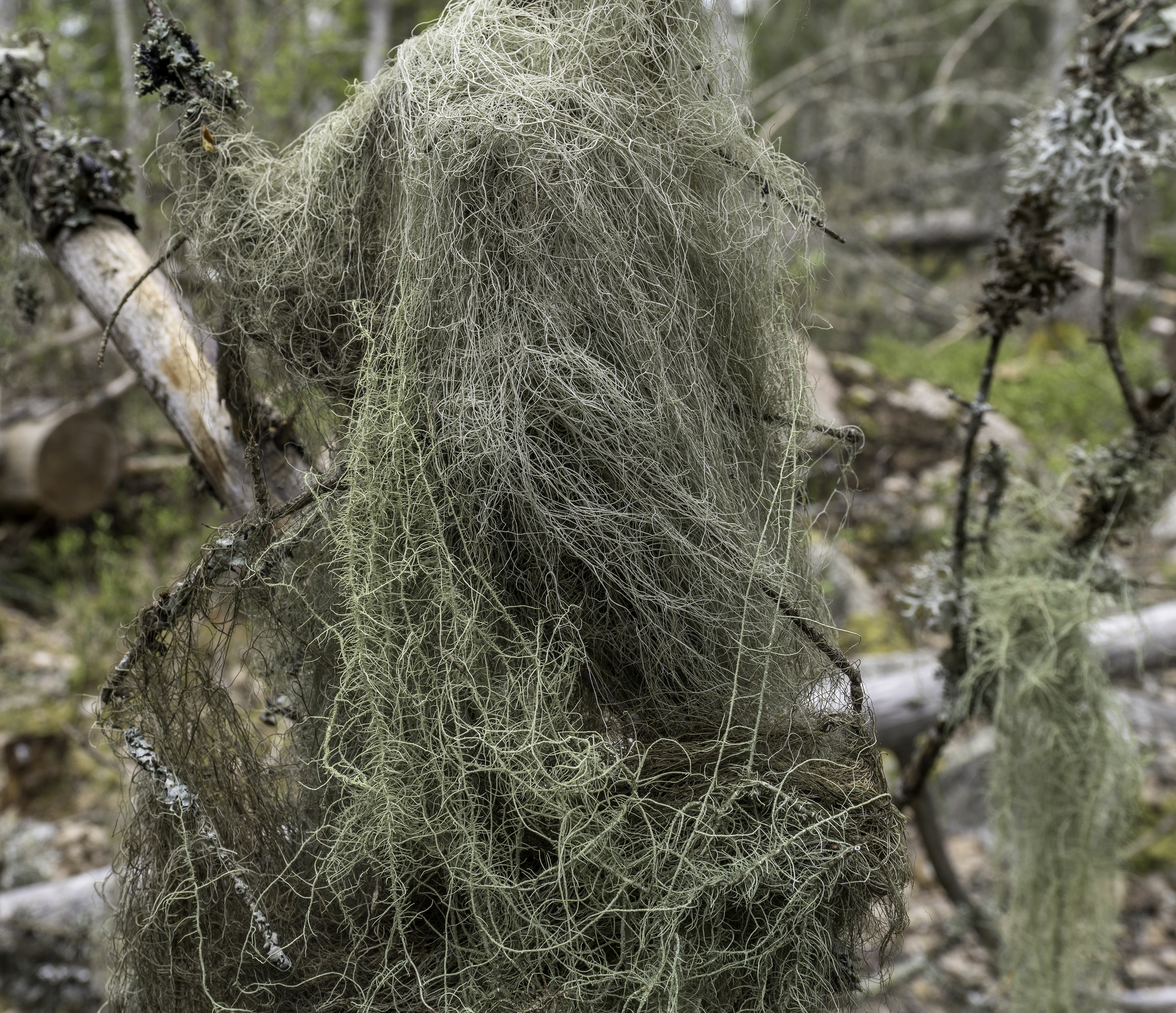
Garnlav, skägglav och violettgrå tagellav på granlåga.